# Pechöferbach
Der Pechöferbach, auch Pechöfen-Bach, Pechöfener Bach oder Grenzbach (tschechisch: Smolný potok bzw. Hraniční potok), ist ein knapp 2 km langer, rechter Zufluss des Jugelbaches, der in Johanngeorgenstadt im sächsischen Erzgebirge entlang der tschechischen Grenze verläuft.

## Verlauf
Der Pechöferbach, der nach der gleichnamigen Ansiedlung Pechöfen (Smolné Pece) auf böhmischer Seite benannt wurde, entspringt am Kamm des Erzgebirges, nordöstlich des Scheffelsberges oberhalb von Oberjugel. Sein östlicher Quellbach bildet von der Quelle ab die Grenze zu Tschechien. Im Oberlauf nimmt er von links den Kleinen Jugelbach auf.
In einer Senke fließt der Pechöferbach nordöstlich in Richtung Unterjugel, wo er im Lehmergrund unweit der früheren Zinnhütte in den Jugelbach mündet, der fortan die Grenze zu Tschechien bildet.